# 쓸모없는 대공사
쓸모없는 대공사(-大工事, 프랑스어: Grands travaux inutiles, 네덜란드어: Grote nutteloze werken)은 벨기에의 건설된 후 사용되지 않거나 완공되지 않은 사회 간접 자본을 이야기한다. 미래에 추가로 건설될 구조물을 미리 만들어 두었으나 추가 구조물 자체가 취소되었거나, 타당하다고 판단하여 건설되었으나 사용되지 않는 구조물 등을 이야기한다.
프랑스어 명칭은 벨기에의 저널리스트 장 클라우드 데포세가 만들었다. 1986년 여름 플랑드르 지역 신문에서 안트베르펀 지역에 건설될 예산 낭비가 심한 파이프라인에 대한 기사를 읽고, 이를 고발하는 프로그램을 벨기에의 프랑스어 방송 RTBF에 내보내었다. 이후 1990년과 1991년에 책과 다양한 프로그램을 제작하면서 이 프랑스어 명칭은 널리 사용되었다. 네덜란드어 명칭도 비슷한 시기에 등장하였다.

## 사례

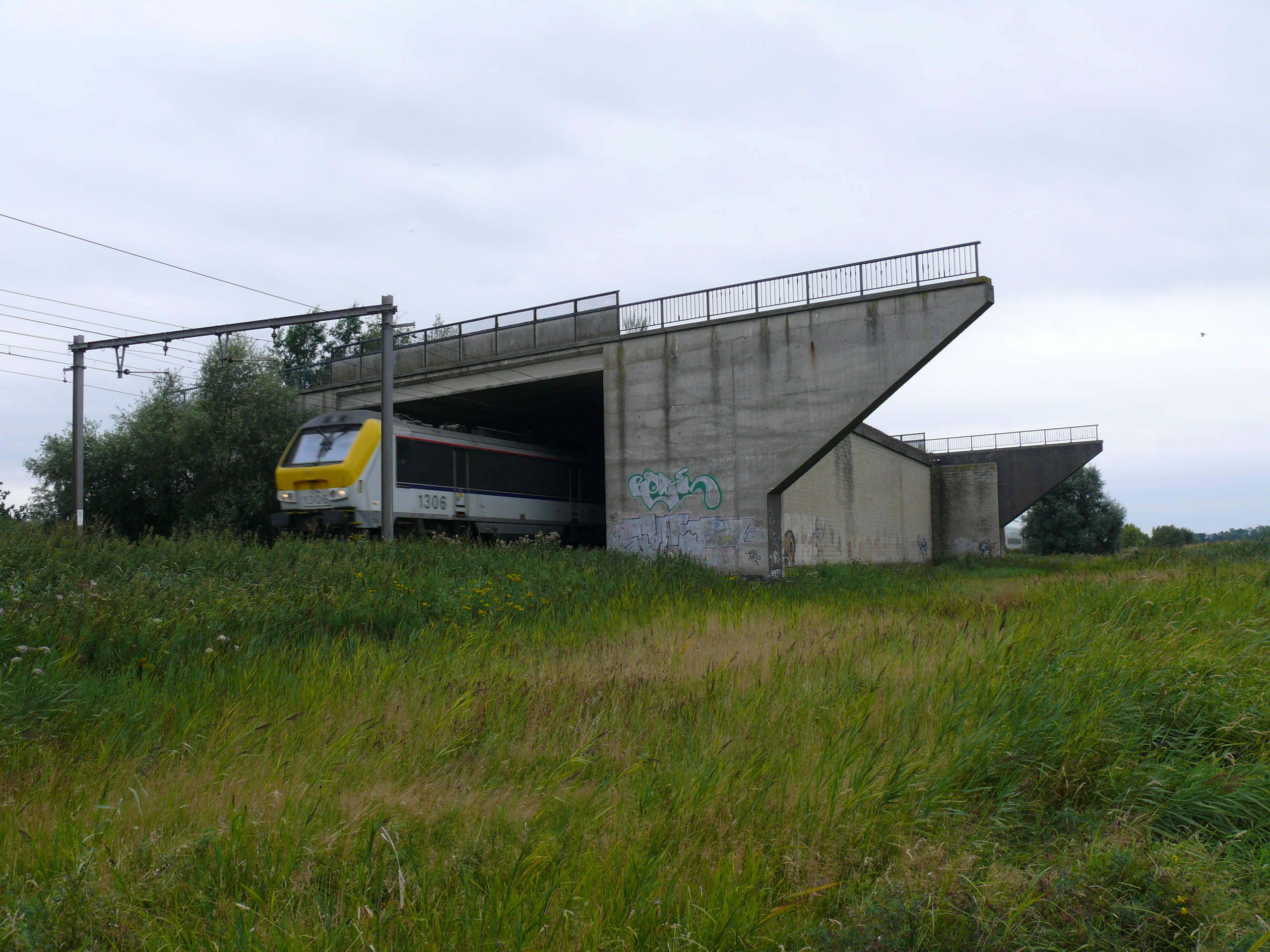
바르세나르 지역에 있는 사용되지 않는 교량. 칼레-지브루헤 간 고속도로를 위해서 지어졌다.

과거 벨기에에는 플랑드르나 왈롱 두 지역 중 한 군데에 투자를 한다면, 다른 지역에도 비슷한 규모의 투자를 해야 하는 정책이 있었다. 이 정책 때문에 많은 사회 간접 자본이 완공 이후 방치되었다.

### 사용되거나 완공되지 않음
- 안트베르펀 시내의 프랭클린 루즈벨트 광장과 테니에르스 광장을 잇는 터널은 진입로 경사도가 교통 계획에 맞지 않아서 완공되었지만 사용되지 않는다. 터널을 짓기 위해서 만들어진 임시 교량은 완공 30년 후인 2006년 8월에 철거되었다. 2009년 사용되지 않는 터널의 3m 정도 위쪽에 새 터널이 만들어졌다.

- 리에주의 콰이 생 레오나드 아래쪽에는 지하철을 위한 2.5km 정도의 터널이 있다. 리에주에는 지하철 건설 계획이 없다.

- 함에 있는 알베르 운하를 지나는 N73 도로의 다리와 니베르헤이스베그를 지나는 다리는 사용되고 있지 않다. 근처 공단의 배후 도로로 사용할 예정이었다. 2km 정도 도로가 포장되어 있으나, 위성 사진에서는 양떼를 볼 수 있다.

- 이프르 지역을 지나는 A19 도로는 다리를 앞두고 갑자기 끊긴다. 코트리크와 이프르를 잇는 도로를 통하여 유럽 도로 E40을 베우른으로 이으려고 했으나, 2005년 플랑드르 정부에서 연장 계획을 취소하고 N8 도로로 우회시켰다. 도로가 지날 곳에는 제 1차 세계대전 당시의 전장이 발굴되지 않은 채로 묻혀 있다. 위성 사진

- 브뤼셀 메트로 2호선에는 생틀렛 역이 있다. 인접 역과 거리가 상당히 가까워서 영업을 하지 않았다. 전동차를 타고 가면서 역의 흔적을 볼 수 있다.

- 바르세나르와 자베케 사이, 브루헤-오스텐더 운하 근처에는 두 끊어진 다리가 있다. 하나는 철도 위를 지나며, 다른 하나는 밭 위를 지난다. 이 다리는 칼레-지브루헤 고속 도로를 이룰 예정이었다. 약 1억 1000만 벨기에 프랑을 투입하여 1976-1977년에 건설하였다. 플랑드르 주 정부에서는 3년마다 다리의 안전 점검을 실시하지만, 교통량이 없는 다리를 점검하는 건 예산 낭비라고 판단하여 2011년부터 중단하기로 했다. 항공 사진

- 1975년 뢰번 신트 피터스 병원의 622석 규모 추가 병동 건설이 허가되었다. 1983년 대부분이 완공되었지만, 정부 병원 정책이 바뀌면서 1층이 완공되지 않았다. 다른 목적으로 건물을 사용할 수는 없기 때문에, 인접한 신트 라파엘 병원과 같이 철거해서 주거 지역으로 바꿀 예정이다.

### 계획대로 사용됨
- 샤를루아에는 총 8종류의 노면 전차 노선이 계획되었으나 이 중 3개 노선만 건설되었고, 그 중에서도 일부만 사용 중이다.

### 다른 목적으로 사용됨
- 알베르 운하를 따라 가는 수도관은 원래 하수도관으로 계획되었으나, 시공이 잘못되어 하수관 기능을 하지 못했다. 1990년대에 상수도관으로 용도가 변경되었다.

## 다른 나라의 사례
프랑스어나 네덜란드어권에서는 다른 나라의 비슷한 사례를 각각 언어에 해당하는 명칭으로 부르기도 한다.

### 네덜란드

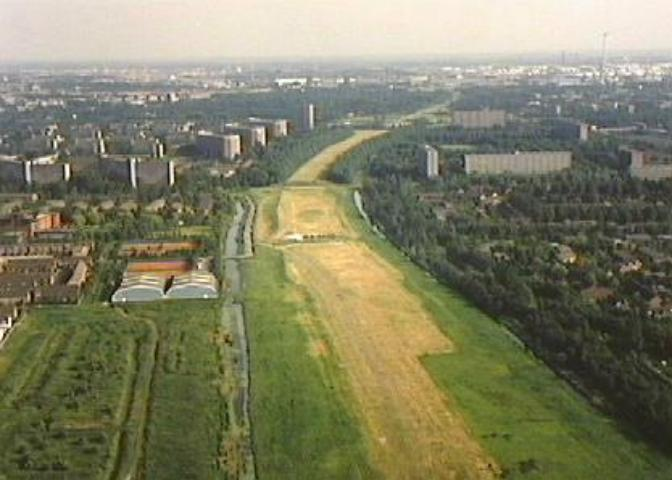
30년째 건설이 진행되지 않는 A4 도로

- 암스테르담 지하철 위스퍼플레인 역 아래에는 동서간을 이을 예정인 지하철 노선을 위한 공간이 마련되어 있다. 지하철 역 안에서 접근할 수는 있으나 평상시에는 잠겨 있다. 냉전 기간 중에는 이 공간을 핵 대피소로 이용하였으나, 2006년 6월 사용이 중지되었다. 현재는 암스테르담 데이터 센터가 입주해 있다.

- 네덜란드 도로 A4의 미덴델프란드 구간은 30년 가까이 작업 중이다.

### 독일
- 제 2차 세계대전 구간 동안 나치 정권은 대서양 벽을 둘러싸서 침략을 막으려고 했으나, 전쟁이 끝나면서 계획 자체가 무산되었다. 현재는 일부 잔해만 남아 있다.

### 러시아

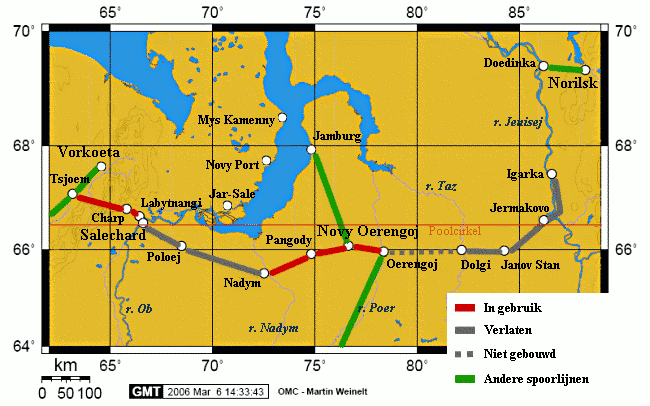
트란스폴랴르나야 선. 빨간 선은 현재 영업 중, 회색 선은 미사용 구간, 점선은 미착공 구간이다.

- 트란스폴랴르나야 선은 1947년 스탈린의 지시로 강제 노동을 통해 착공하였다. 북극권 지역을 철도로 연결하려고 하였다. 초기 계획의 58% 정도가 건설되었다가, 1953년 스탈린 사망 이후 건설이 중단되었다.

### 조선민주주의인민공화국
평양시에 있는 류경호텔은 높이 329m로, 세계에서 가장 높은 호텔로 계획되었다. 1987년 착공하였으나 기술적 및 재정적 문제로 1992년 공사가 중단되었다. 2008년 공사가 재개되어 2012년 김일성 탄생 100주년에 맞춰 완공할 예정이다.

### 캐나다
몬트리올 미라벨 공항은 전 세계에서 면적은 가장 넓은 공항이지만 승객은 거의 찾아볼 수 없다.

## 같이 보기
- 흰 코끼리
- 사회간접자본